# Александровка (Малосердобинский район)
Александровка — село в Малосердобинском районе Пензенской области России. Входит в состав Ключевского сельсовета.

## География
Село находится в южной части Пензенской области, в пределах южной части Приволжской возвышенности, в лесостепной зоне, к востоку от автодороги Р208, на расстоянии примерно 24 километров (по прямой) к северо-востоку от села Малая Сердоба, административного центра района. Абсолютная высота — 227 метров над уровнем моря.

### Климат
Климат характеризуется как умеренно континентальный, с относительно жарким летом и холодной продолжительной зимой. Средняя температура воздуха самого холодного месяца (января) составляет −13 °C; самого тёплого месяца (июля) — 20 °C. Продолжительность безморозного периода равна 140—150 дней. Годовое количество атмосферных осадков — 497 мм, из которых большая часть выпадает в тёплый период. Снежный покров держится в течение 130—140 дней.

### Часовой пояс
Село Александровка, как и вся Пензенская область, находится в часовой зоне МСК (московское время). Смещение применяемого времени относительно UTC составляет +3:00.

## Население
| 1859 | 1884 | 1889 | 1897 | 1911 | 1914 | 1921 |
| ---- | ---- | ---- | ---- | ---- | ---- | ---- |
| 348  | ↗452 | ↗509 | ↘339 | ↗499 | ↗521 | ↗629 |
| 1939 | 1959 | 1970 | 1973 | 1979 | 1989 | 1996 |
| ↘302 | ↘228 | ↘193 | ↘164 | ↘136 | ↘33  | ↘19  |
| 2002 | 2010 | 2021 |      |      |      |      |
| ↘9   | ↘2   | ↘0   |      |      |      |      |

### Национальный состав
Согласно результатам переписи 2002 года, в национальной структуре населения русские составляли 100 % из 9 чел.

## Уроженцы
- Русланова, Лидия Андреевна (1900—1973) — популярная советская певица, исполнительница русских народных песец